# アルチュール・ランボー
アルチュール・ランボー、またはランボオ（Arthur Rimbaud、1854年10月20日 - 1891年11月10日）は、フランスの詩人。アルベール・ティボーデにより、ヴェルレーヌ、マラルメ、コルビエール、ロートレアモン伯爵と並び「1870年の五人の異端者」の一人に数えられた。早熟な天才、神童と称された彼は、15歳のときから詩を書き始め20歳で詩を放棄するまでのわずか数年の間に「酔いどれ船」などの高踏派、象徴派の韻文詩から散文詩集『地獄の季節』、散文詩・自由詩による『イリュミナシオン』（一部を除いて没後出版）まで詩の伝統を大きく変えた。彼の詩論、詩人論として知られる「見者の手紙」において「詩人は、あらゆる感覚の、長期にわたる、広大無辺でしかも理に即した錯乱により、見者となる」と語り、ブルジョワ道徳をはじめとするすべての因習、既成概念、既存の秩序を捨て去り、精神・道徳、身体の限界を超え、未知を体系的に探求しようとした反逆、革命の詩人であり、ダダイスム、シュルレアリスムへの道を切り開いた詩人である。
日本においても明治末期の上田敏、永井荷風、昭和初期の小林秀雄、中原中也、戦後の堀口大學、金子光晴と、優れた文学者によって次々と紹介・翻訳された。

## 背景
アルチュール・ランボーは1854年10月20日、陸軍大尉フレデリック・ランボーと近郊ロッシュ村の小地主の娘マリー・カトリーヌ・ヴィタリー・キュイフの第2子ジャン・ニコラ・アルチュール・ランボーとして、フランス北部のベルギーとの国境に近いシャルルヴィル（グラン・テスト地域圏アルデンヌ県）に生まれた。

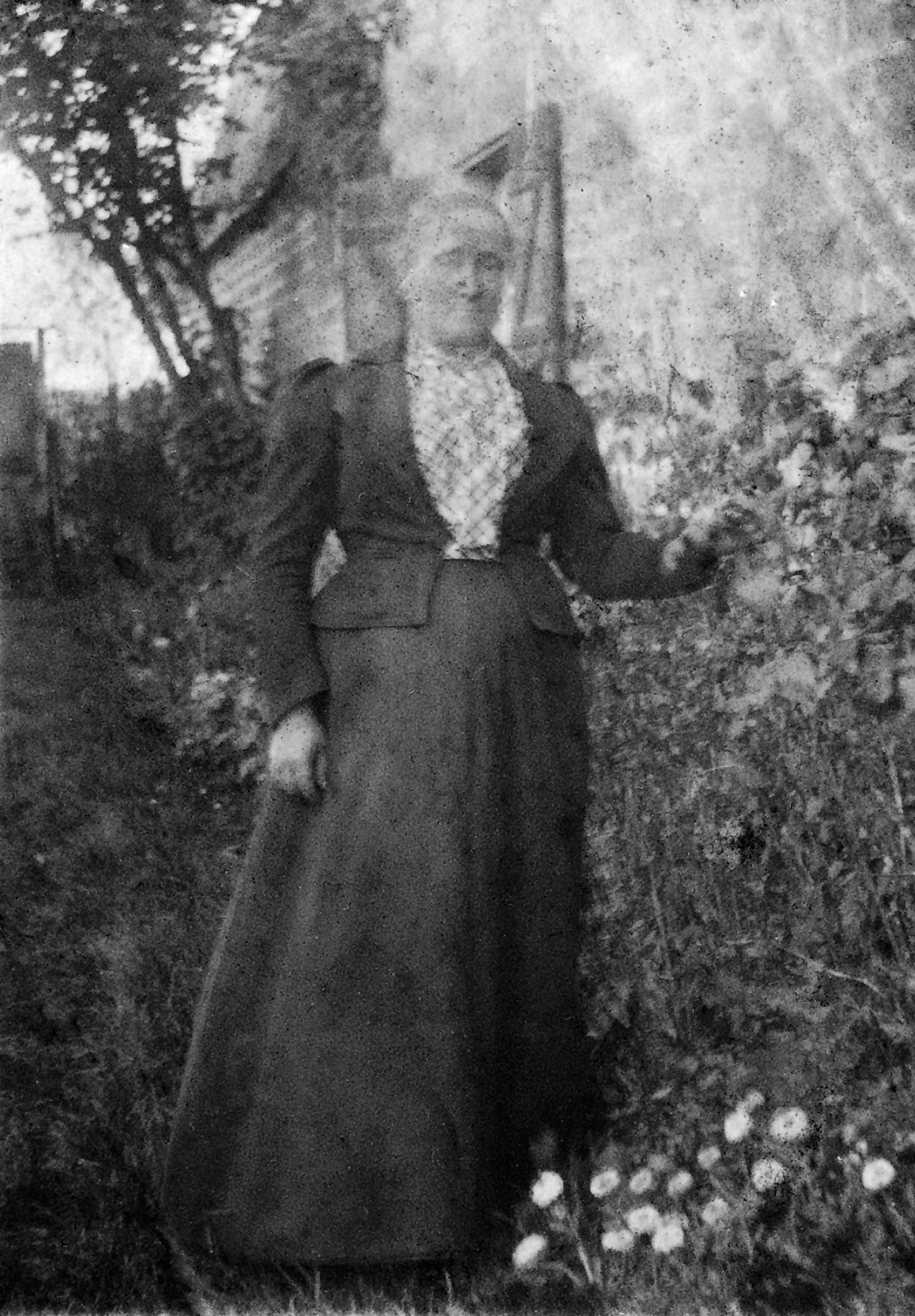
母ヴィタリー・ランボー（1890年頃）

1歳上の兄ジャン・ニコラ・フレデリック、3歳下の妹ヴィクトリーヌ・ポーリーヌ・ヴィタリー（生後1か月で死去）、4歳下の妹ジャンヌ・ロザリー・ヴィタリー、6歳下の妹フレデリック・マリー・イザベルの5人兄弟姉妹であった。先祖にガリア人をもつ。父フレデリックは任地にいて不在がちのうえ、イザベルが生まれた後（ランボーが6歳の頃から）家に戻らなくなり、母ヴィタリーは女手一つで4人の子を育てた。ランボーは幼時に、この厳格・勤勉で気位が高く、非常な敬神家であった母の影響を強く受けたとされる。ランボーについて多くの研究書を発表した作家、美術史家のクロード・ジャンコラは、2004年に、この「悪名高い」母親とランボーの関係について、特に二人の性格の類似性とそれゆえの反目と愛情に焦点を当てた評伝『ヴィタリー・ランボー ― 息子アルチュールへの愛』を発表している。

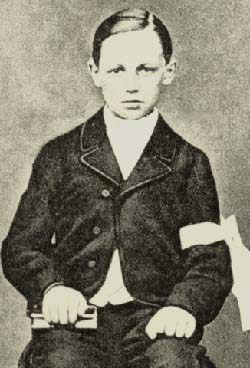
11歳のランボー（1866年の初聖体拝領）

1861年、私立のロサ学院に入学。一家の引っ越しのため、1865年に市立シャルルヴィル高等中学校に転校した。早熟な天才、神童と称されるランボーは、実際、模範的な優等生で、ラテン語の詩などで数々の優等賞を得た。シャルルヴィル高等中学校の同窓生に作家のエルネスト・ドラエーがいる。彼は後にランボーの詩作や生活に助力し、彼に関する著書を残すことになる。

## 詩人ランボー

### ジョルジュ・イザンバールとの出会い
ランボーが文学の道を志すきっかけとなったのは、1870年1月、彼が15歳のときに修辞学の教師としてシャルルヴィル高等中学校に赴任したジョルジュ・イザンバールとの出会いであった。22歳のイザンバールは革命思想の持ち主でもあり、彼の教養、思想などに大きな影響を受けたランボーは、読書に没頭し、詩作を始めた。早くも同年に「孤児たちのお年玉」 を文芸誌『ラ・ルヴュー・プル・トゥース』 に発表し、5月にはイザンバールの勧めで『現代高踏派詩集』の編集委員の一人であった詩人・劇作家のテオドール・ド・バンヴィルに「オフィーリア」「感覚」「太陽と肉体」の3編の詩を送り、同詩誌第2集への掲載を懇願した。これらの詩は、実際、バンヴィル、シャルル＝マリ＝ルネ・ルコント・ド・リールら高踏派の詩に倣ったものだが、とりわけ「感覚」は、伝統的な詩の技法から脱した、ランボー独自の世界を切り開くものとして、後に高く評価されることになる。

### 家出と放浪

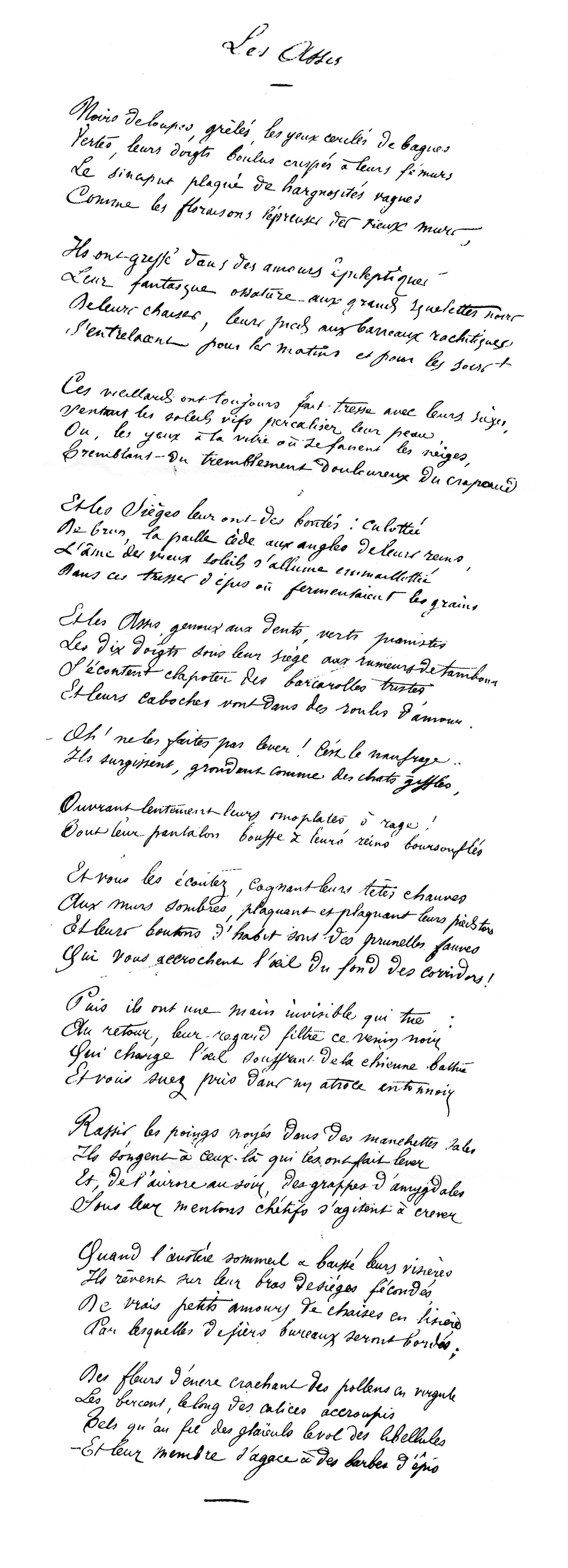
「坐っているやつら」の原稿（1871年）

同年8月、ランボーは家出をして普仏戦争下のパリに向かった。だが、無賃乗車のために北駅で逮捕され（当時リヨン駅の向かいにあった）マザス刑務所に収容された後、シャルルヴィルに送り返された。この後も数か月の間にさらに2回家出をし、北フランス、ベルギーを放浪しながら「わが放浪」「みどり亭で」「戸棚」「冬の楽しみ」の他「谷間に眠る男」などの戦争に関する詩を書き続けた。うち22編を2冊の手帖に清書して、ドゥエ（オー＝ド＝フランス地域圏ノール県）滞在中にイザンバールを介して知り合った詩人ポール・ドメニーに託した。これらは後に「ドゥエ詩帖」として知られることになる。
1871年5月13日付のイザンバール宛の手紙 と 1871年5月15日付のドメニー宛の手紙 は、後にランボーの詩人としての宣言文「見者の手紙」として知られることになる。「母音」と並んで最も多く論じられる詩「盗まれた心」を含むイザンバール宛の手紙に、ランボーは次のように書いている。
私は考える、と言うのは誤りです。ひとが私を考える、と言うべきでしょう。洒落を言っている訳ではありませんが。私とは一個の他者なのです。
「パリの軍歌」「ぼくのかわいい恋人たち」「うずくまって」の3編の詩が書かれ得たドメニー宛の手紙でランボーは「詩人たらんと望む者が第一に行うべき探求は、自己を認識すること、完全に認識すること」であり、このためには、自己を拘束するすべての既成概念、常識、因習を捨て去り、意味に反する意味を模索し、未知を体系的に探求し、精神・道徳・身体の限界を超えるべきであるとし、さらに次のように宣言する。
詩人は、あらゆる感覚の、長期にわたる、途方もない、筋の通った乱用によって、おのれを見者に作り上げるのです。あらゆるかたちの愛や苦悩や狂気でね。自分自身を探求し、自分の中でいっさいの毒を汲み尽くし、その精髄だけを残しておくのです。これは言語を絶する苦悩ですよ。その場合彼には、欠くるところなき信念と、あらゆる超人的な力が必要になる。そして、何よりもまず、大いなる病者、大きなる罪人、大いなる呪われ人となる、—そして、至高の知者になるんです。―だって、彼は、未知のものに到達するんですからね！—彼が未知のものに到達し、そしてそのとき狂乱して、自分が見たものについての知的認識能力を失ってしまったとき、はじめて彼は、それを真に見たと言えるのです。
「見者の手紙」では、「見者」という観点から過去の詩人を評価・批判している。このなかで、ボードレールは「第一の見者、詩人たちの王、真の神」とされ、高踏派の詩人ではアルベール・メラと「真の詩人」ポール・ヴェルレーヌが「見者」として挙げられている。

### 高踏派の韻文詩「酔いどれ船」
同じ頃、ランボーは、シャルルヴィルの知り合いポール＝オーギュスト（またはシャルル）・ブルターニュに、彼がパ＝ド＝カレー県アラスに近いファンプーで出会ったポール・ヴェルレーヌに詩を送るよう勧められた。当時27歳のヴェルレーヌはすでに詩集『サテュルニアン詩集』『艶なる宴』を出版し『現代高踏詩集』第2集にも詩を発表していた。早速、ヴェルレーヌに「びっくり仰天している子ら」「うずくまって」「税関吏」「盗まれた心」「坐っているやつら」の5編の詩を送り、返事を待ちながら「酔いどれ船」の執筆に取りかかった。9月中頃にヴェルレーヌから返事が届いた。ランボーの才能を見抜いた彼は「やって来たまえ。偉大な魂よ、われらはきみを呼び、きみを待つ」とパリに来るよう勧めた。手紙には高踏派の詩人たちから集めた旅費が同封されていた。こうして1871年9月、ランボーは「酔いどれ船」を携えて上京し、ヴェルレーヌの義父母のもとに身を寄せることになった。このときランボーは17歳であった。
ヴェルレーヌは当時のランボーの印象を「人としては丈が高く、岩畳で、ほとんど力士の如くであった」「流竄天使のように完全に卵型の顔に櫛を入れない明るい栗色のブロンド、目は淡い藍色で穏やかならぬ光があった」と『呪われた詩人たち』で語っている。この時のランボーの身長は173cmで(後のオランダ軍入隊時には177cm)骨格の大きい少年であった。
12音節4行詩節全100行の長編韻文詩「酔いどれ船」をヴェルレーヌは絶賛した。この自筆原稿は現存せず、このときヴェルレーヌが筆写した原稿だけが残り、今日に伝えられることになった。この詩では、乗組員を失ってあらゆるものから解き放たれ、海に漂う船そのものが「私」であり、その精神世界であり、未知の世界の壮大華麗、怪異なイメージに酩酊する「見者」としての詩人である。まさに高踏派・象徴派のイメージであり、同時にまた、高踏派の詩人らが否定する政治的、思想的なメッセージが込められている。大島博光は、同年3月から5月にかけて起こったパリ・コミューンに対するランボーの熱狂、旧秩序との決別、そして最終的に勝利したブルジョワジーに対する批判を読み取っている。

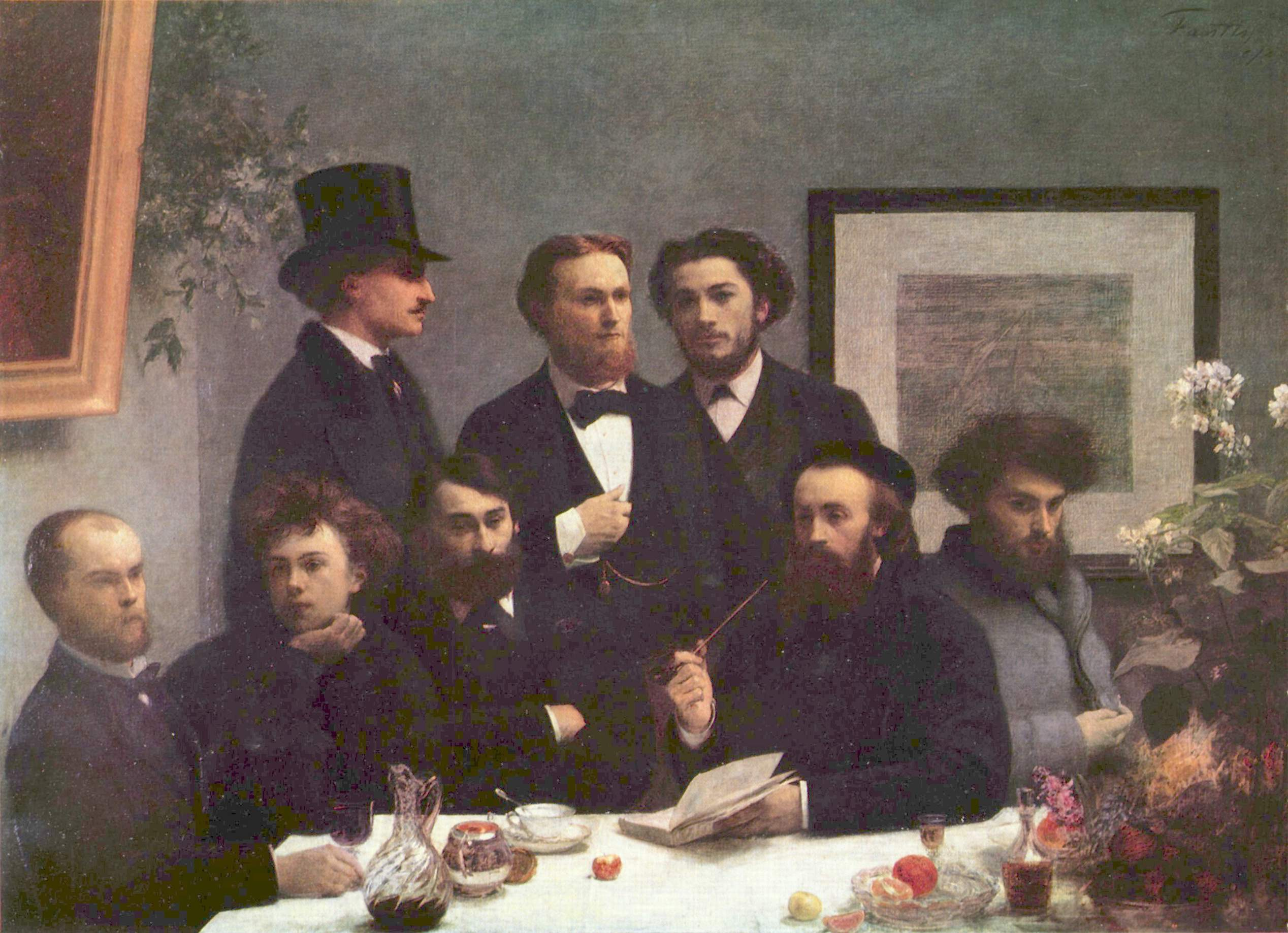
アンリ・ファンタン＝ラトゥール作『テーブルの片隅』前列左よりヴェルレーヌ、ランボー、ヴァラード、デルヴィリー、ペルタン、後列左よりボニエ＝オルトラン、ブレモン、エカール（1872年、オルセー美術館蔵）

ヴェルレーヌ、バンヴィルと知己を得たランボーは、さらに二人が参加する「ヴィラン・ボンゾム（お人好しの破廉恥漢ども）」の前衛芸術家・文学者らと知り合った。1869年に結成されたこのグループには、詩人、劇作家のレオン・ヴァラード、エルネスト・デルヴィリー、カミーユ・ペルタン、エルゼアール・ボニエ＝オルトラン、エミール・ブレモン、ジャン・エカール、フランソワ・コペ、アルベール・メラらのほか、写真家のエティエンヌ・カルジャ、画家のアンリ・ファンタン＝ラトゥール、風刺画家のアンドレ・ジルらが参加していた。だが、翌1872年の3月2日に開催されたヴィラン・ボンゾムの晩餐会で口論になり、ランボーがアルベール・メラの仕込み杖でカルジャの手を傷つけた。腹を立てたカルジャはそれまでに撮ったランボーの写真のネガを廃棄した。残ったのは今日ランボーの写真として目にする1枚だけである。また、このとき、ファンタン＝ラトゥールはヴィラン・ボンゾムの晩餐会の絵を描くことになっていたが、ランボーの粗暴な振る舞いに嫌気がさしたアルベール・メラが同席を拒んだ。このため、彼が座るはずであった右端（作品名のとおり「テーブルの片隅」）には花瓶が置かれている。

### ヴェルレーヌとベルギー、ロンドン放浪
グループから追放されたランボーは一旦帰郷したが、まもなくパリに戻り、ヴェルレーヌとともにベルギー、ロンドンを放浪した。情熱的で波乱に満ちた関係の始まりであった。ブリュッセルでは「さくらんぼの実る頃」を作詞したジャン・バティスト・クレマンや劇作家ジョルジュ・カヴァリエなどパリ・コミューンの亡命者に度々会っている。これはロンドンでも同様で、同地に亡命したコミュナールのウジェーヌ・ヴェルメルシュ、ジュール・アンドリュー、カミーユ・バレール、『1871年コミューン史』（1876年刊行） を著したプロスペル＝オリヴィエ・リサガレーらに会っており、二人がいかに熱心に革命を支持していたかがわかる。
だが、マラルメに「途轍もない通行者」と称されたランボー と違って、ヴェルレーヌはパリに妻マチルドと息子ジョルジュを置き去りにしていた。1872年7月21日、ヴェルレーヌからの手紙で彼がブリュッセルにいることを知ったマチルドは母親とともに同地に向かった。彼を連れ戻すためであった。彼は二人の懇願に応じていったんは列車に乗ったものの、国境のキエヴラン駅で通関手続きのために全乗客が下車した際に姿を消してしまった。これがマチルドとの最後の別れとなった。

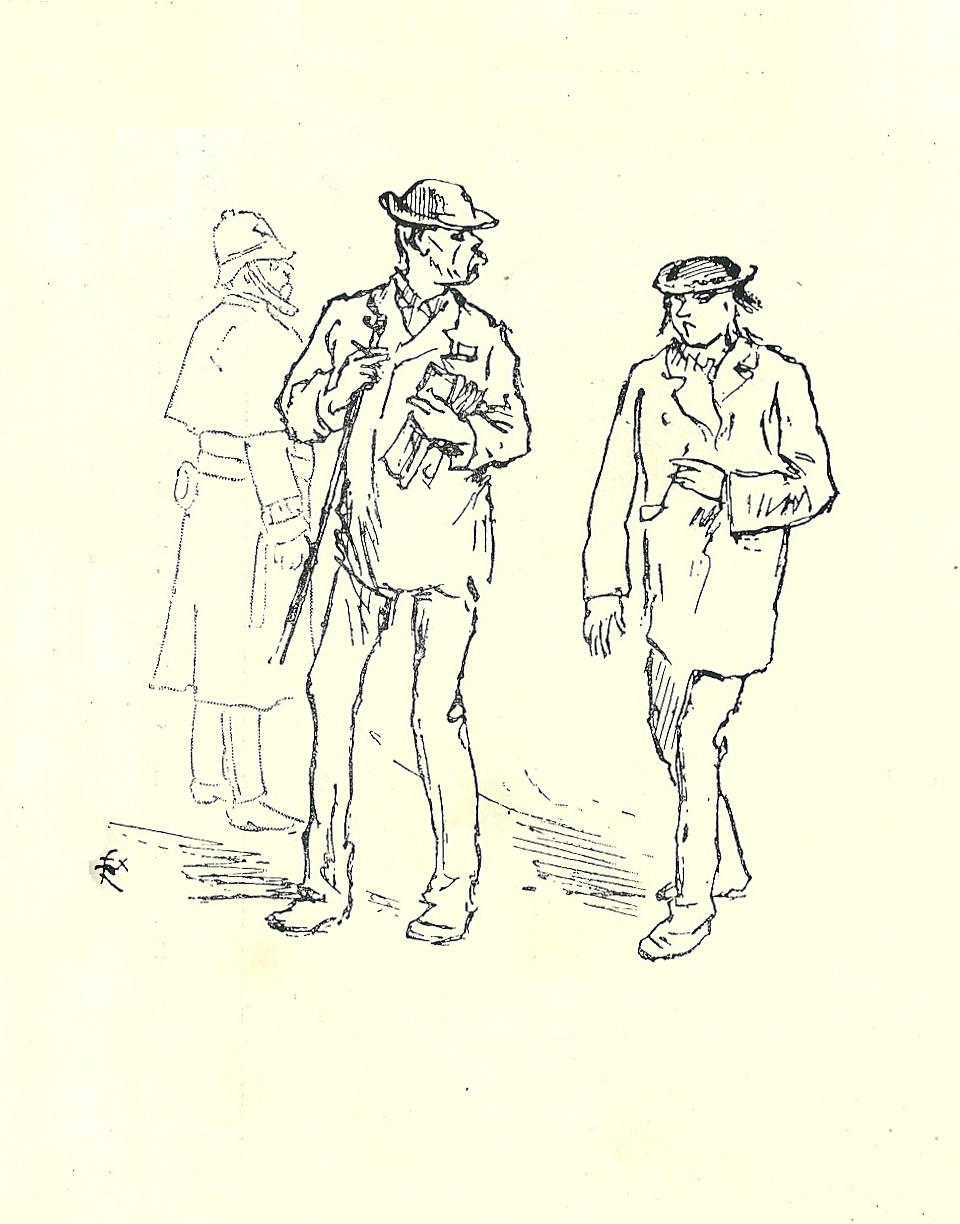
フェリックス・レガメが描いたロンドンのヴェルレーヌとランボー（1872年）

二人は2か月にわたってベルギーを放浪した後、9月7日にロンドンに向かった。ヴェルレーヌの旧友で後に日本文化を紹介した画家のフェリックス・レガメが当時ロンドンに滞在していた。彼もまたコミュナールで亡命中であったが、このとき、ロンドンの街をさまよい歩く二人を描いた素描を数枚残している。たまにフランス語の家庭教師をする程度で定職のない二人は、ヴェルレーヌの母親からの送金に頼っていた。このような生活を描いた詩が「飢餓の祭り」である。
1872年12月末にランボーは母親の忠告に従って、一旦シャルルヴィルに戻った。ロンドンに一人残ったヴェルレーヌが孤独に苛まれて書いた詩が、堀口大學訳「巷に雨の降るごとく、わが心にも涙降る」で知られる詩である。翌1873年1月に、ヴェルレーヌは母親に手紙を書き、病気のため会いに来てほしい、またランボーにも旅費を送って会いに来るよう伝えてほしいと要求した。こうして再び二人の放浪生活が始まった。二人はロンドン市街地だけでなく、郊外や田舎、ホワイトチャペルやイーストエンド地区のような貧民街もくまなく歩き回り、詩に表現した。散文詩集『イリュミナシオン』所収の「都市」は霧と煙に覆われた「生の近代都市」ロンドンを描いた詩である。
二人は幾度となく仲違いと和解を繰り返したが、ヴェルレーヌにとっては『言葉なき恋歌』（1874年刊行）、ランボーにとっては『地獄の季節』（1873年刊行）、『イリュミナシオン』（1886年に一部刊行、没後1895年に全編刊行）の制作につながる実りの多い経験であった。だが、二人の生活は結局うまくいかなかった。酒浸りの日々、取っ組み合いの喧嘩、数々の修羅場を潜り抜けた二人は、ついに互いに傷つけ合うだけの関係になる。1873年4月11日、ランボーは一人、母、兄フレデリック、妹ヴィタリーとイザベルがいる故郷のロッシュ農場に戻った。このとき、彼は長い放浪生活で消耗しきったうえに精神的な危機に陥っていた。友人のエルネスト・ドラエー宛に書いた手紙には『異教徒の書』または『ニグロの書』を書いている「私の運命はこの書にかかっている」とある。同年に『地獄の季節』として出版されることになる詩集である。

### ブリュッセル事件

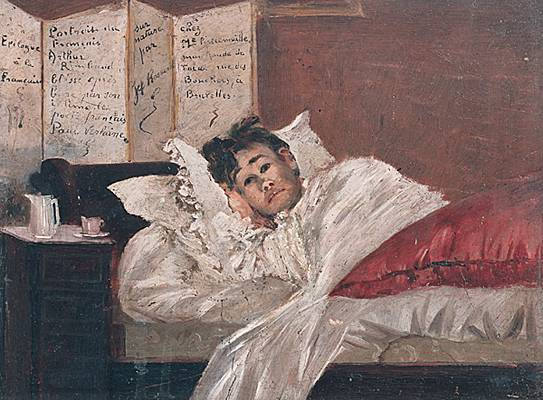
ブリュッセル事件後のランボー（ジェフ・ロスマン作、1883年、アルチュール・ランボー博物館蔵）

1月ほどロッシュに滞在した後、1873年5月25日、再びヴェルレーヌとともにベルギー（リエージュ、アントワープ）を経てロンドンに向かった。相変わらず主にヴェルレーヌの母親からの送金に頼りながら読書と詩作を続けたが、二人の反目は深まるばかりであった。これはたとえば「放浪者たち」（『イリュミナシオン』所収）などにも見て取れる。7月3日、ヴェルレーヌはランボーの嘲笑的な言葉に腹を立て、突然部屋を飛び出した。ヴェルレーヌはランボーとの関係を終わりにして妻のもとに帰る決意をしていた。無一文のランボーを一人、船着き場に残し、ヴェルレーヌはアントワープ行きの船に乗った。ブリュッセルからロンドンのランボー宛に別れの手紙が届いた。妻と復縁できなければ拳銃自殺するつもりだと書かれていた。7月8日、ランボーはブリュッセルに向かい、ヴェルレーヌに再会。ヴェルレーヌと別れて一人パリに戻るつもりだと伝えた。7月10日、ヴェルレーヌは酔った勢いでランボーに向かって拳銃を2発発砲し、1発がランボーの左手首に当たった。ヴェルレーヌは逮捕され、ランボーは弾丸摘出のためにサン＝ジャン病院に入院した。7月20日に退院したランボーは、ロッシュに戻って『地獄の季節』の執筆に専念した。8月8日、ヴェルレーヌは2年の禁錮刑を受け、プチ＝カルム、次いでモンス（ベルギー・ワロン地域）の刑務所に収監された。
1873年10月、『地獄の季節』の自費出版のために原稿を託していたブリュッセルのポート書店により同書が印刷、製本された。ランボー自身が出版に関わった唯一の詩集である。だが出版費用の残金が支払われなかったために、そのほとんどが倉庫に眠り続けることになった。

### ロンドン、シュトゥットガルト
1874年3月から12月末までロンドンに滞在した。これまでのロンドン滞在でもそうだが、ランボーは読書のために大英博物館の図書館に通った。この間、夏に母と妹ヴィタリーがロンドンを訪れている。当初は、かつてパリで活動をともにした詩人ジェルマン・ヌーヴォーと渡英し、ヌーヴォーが『イリュミナシオン』所収の詩の清書を手伝った。このため没後1895年出版のランボー全集所収の「失われた毒」と題する詩が、ヌーヴォー作ではないかという論争が起こった。ヌーヴォーは多くの偽名を使っていたため、事態はいっそう複雑であったが、現在では「失われた毒」はヌーヴォー作とされている。邦訳では、中原中也訳『ランボオ詩集』（野田書房、1937年、青空文庫所収）には「失はれた毒薬（未発表詩）」として収められているが、これ以降に邦訳された他の詩集には見当たらず、粟津則雄編『ランボオの世界』（青土社、1974年）にはヌーヴォーの詩「喪われた毒」として掲載されている。
1875年2月13日から独語の習得のためにシュトゥットガルトに滞在した。フランス語の家庭教師をしながらドイツ語を学び『イリュミナシオン』の原稿を完成させた。3月2日、1月16日に出所したヴェルレーヌが、シュトゥットガルトのランボーを訪れた。ヴェルレーヌがランボーとの放浪中に書いた詩は、すでに1874年に『言葉なき恋歌』として出版されていた。ランボーは『イリュミナシオン』の原稿をヴェルレーヌに託し、ブリュッセルにいるヌーヴォーに送って印刷してもらうように依頼した。この原稿はこの後多くの人の手に渡り、1886年にようやくその一部が文芸誌『ラ・ヴォーグ』に掲載された。ランボーがすでに詩作を放棄し、貿易商人としてアビシニア（現エチオピア）にいた頃のことであり、全原稿が発表されたのは、没後1895年刊行のランボー全集においてである。
ヴェルレーヌとはこれが最後の別れとなった。

## 風の靴を履いた男

### 放浪 1875-78年
1875年以降、ランボーは詩を放棄し、各地を放浪しては病に倒れるなどしてシャルルヴィル（ロッシュ）に戻るという生活を繰り返した。1875年5月にシュトゥットガルトを発って徒歩でアルプス山脈を越えてイタリアに向かった。ミラノに着くと病に倒れ、回復後に中央イタリアに向かってさらに南下したが、6月にリヴォルノのフランス領事によって本国に送還された。ヴェルレーヌ宛のドラエーの手紙によると、スペイン語の習得のためにスペインの軍隊に志願したが、断念してパリに向かった。パリを訪れた母、妹ヴィタリーとイザベルとともに過ごした後、10月にはシャルルヴィルに戻った。12月18日、妹ヴィタリーが17歳で死去。
1876年4月にウィーン、5月にブリュッセルを経てロッテルダムに向かい、ハルデルウェイクで6か月にわたってオランダ領東インドに駐屯する予定の外人部隊に入隊。部隊は6月にジャワ島に向かい、バタヴィア（現ジャカルタ）に到着したが、8月15日に脱走。パリを経て12月にシャルルヴィルに戻った。
1877年、5月中頃にブレーメンで米海軍に志願するが許可されず、ストックホルム、コペンハーゲンを経て12月にシャルルヴィルに戻った。1878年、10月20日、ロッシュを発ってヴォージュ山脈を越えてスイス、ミラノを経てジェノヴァ港に到着。同港からアレクサンドリア（エジプト）行きの船に乗った。キプロス島ラルナカのエルネスト・ジャン&ティアル社に雇用され、採石場の現場監督を務めたが、腸チフスによる発熱のため、翌79年5月にロッシュに戻った。秋にキプロスに戻るためにマルセイユに向かったが、再び発熱し、ロッシュに戻った。

### 貿易商ランボー

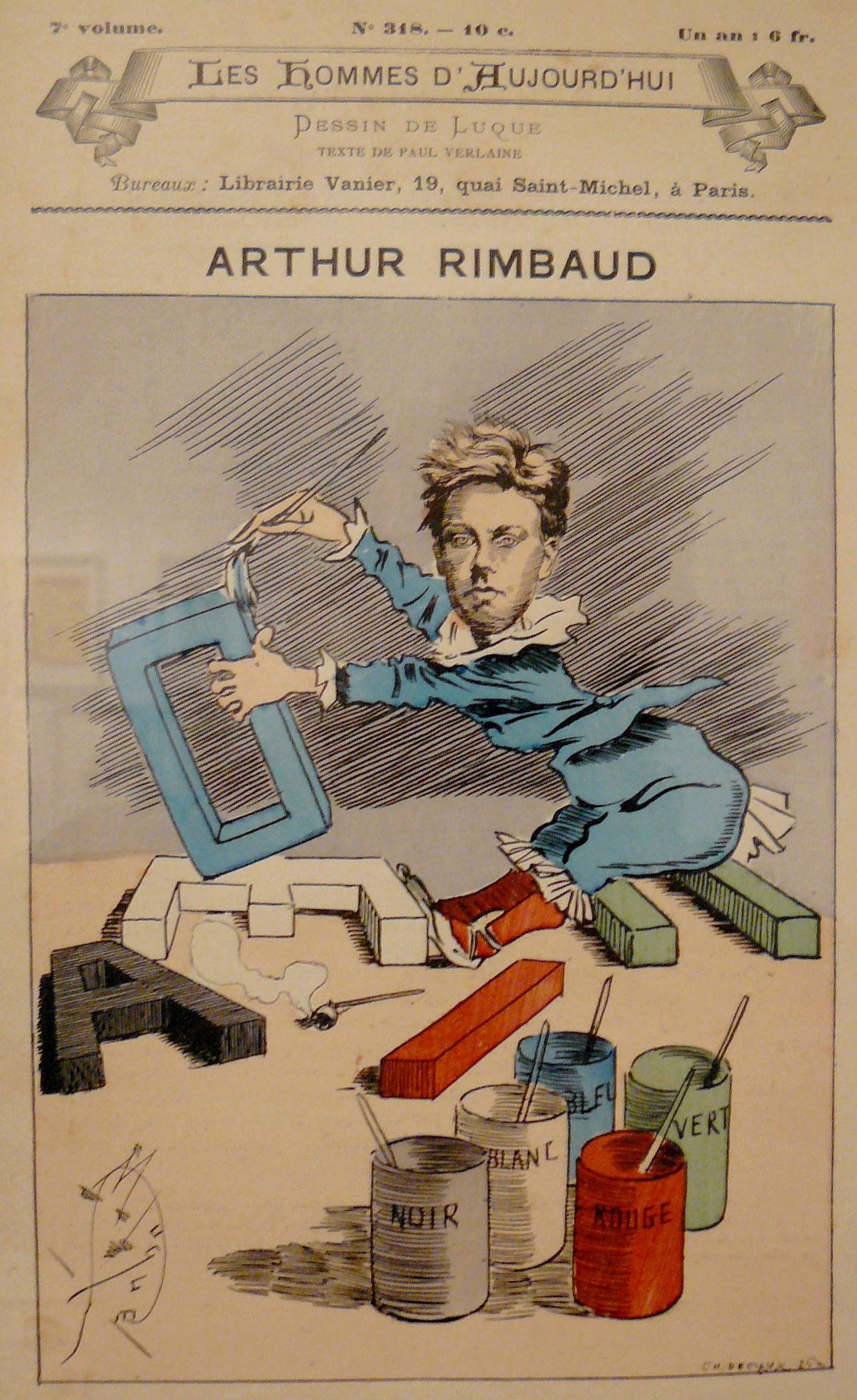
風刺文芸誌『レ・ゾム・ドージュルデュイ』の表紙画（マニュエル・リュック作、1888年）

1880年5月に再びキプロス島に渡り、しばらく土木工事現場で働いた後、主に皮革やコーヒー豆を販売する現地のマズラン＝ヴィアネ＝バルデ商事に雇用され、アデン（アデン湾に面するイエメン共和国の港湾都市）にある代理店に勤務することになった。12月初旬にバルデ商事がアビシニア（現エチオピア）のハラールに新設した代理店に着任するために、隊商とともに同地に到着。1881年から84年にかけて、ハラールとアデンを行き来しながら交易に従事する傍ら、同地を探検した。
一方、1886年に『イリュミナシオン』の一部が文芸誌に掲載される2年前の1884年に、ヴェルレーヌの『呪われた詩人たち』第1版が出版された。「隠れた名」トリスタン・コルビエール、「ほとんど未知の名」アルチュール・ランボー、そして「無視された名」ステファヌ・マラルメを世に知らしめることになった書物である。ヴェルレーヌは本書「アルチュール・ランボー」の章に「母音」「夕べの祈祷」「坐っているやつら」「びっくり仰天している子ら」「虱をとる女たち」「酔いどれ船」の全文とその他数編の抜粋を掲載した。とりわけ「Aは黒、Eは白、Iは赤、Oは青、Uは緑」と母音（文字）を色彩で表現した「母音」は若い象徴派詩人の関心を呼び、大論争となった。1888年には風刺文芸誌『レ・ゾム・ドージュルデュイ』にランボーに関するヴェルレーヌの記事が掲載され、マニュエル・リュック作の表紙画には、文字に色を塗るランボーが描かれている。

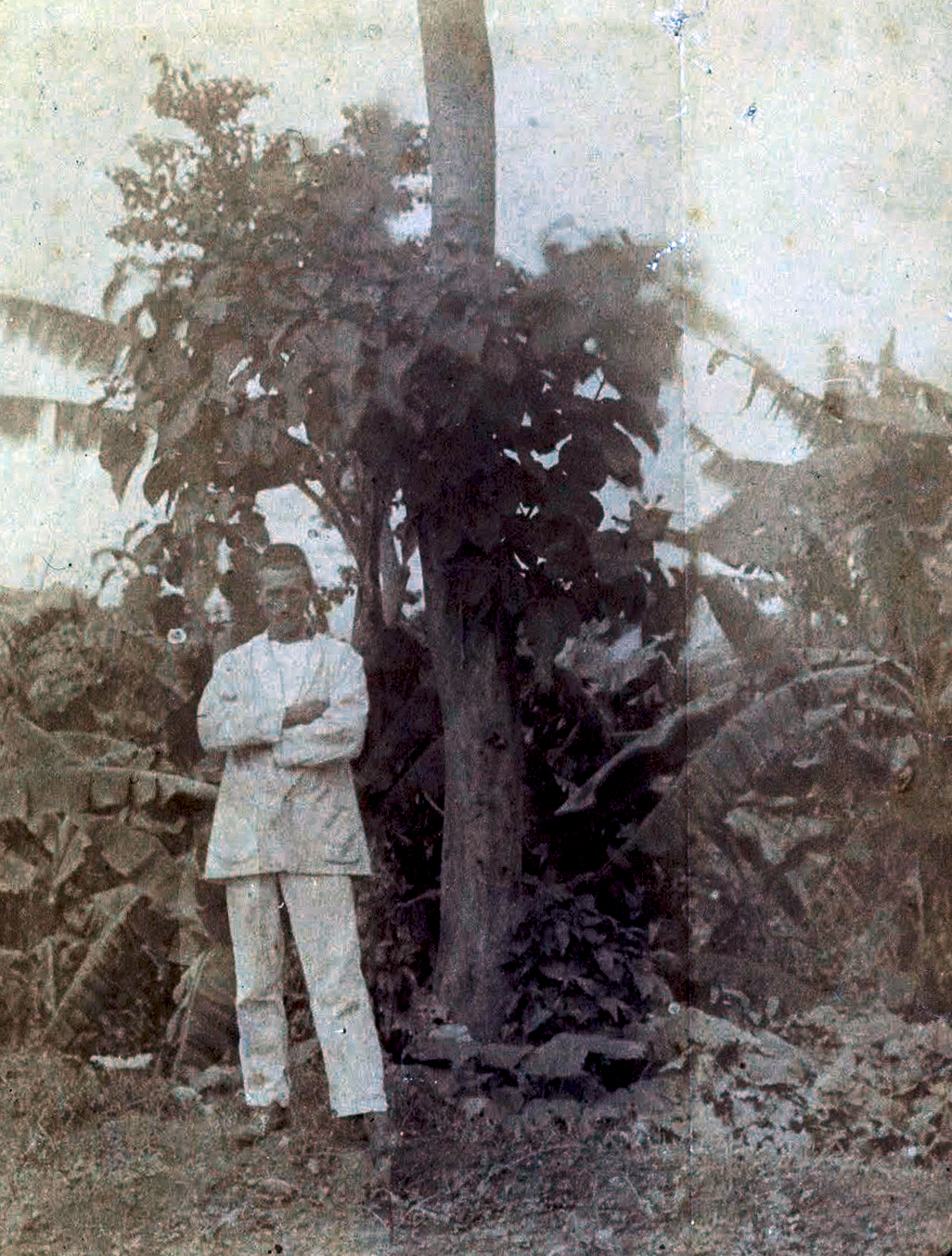
ハラールのランボー（1883年頃）

バルデ商事は経営難のためにアデン代理店、ハラール代理店を閉鎖し、新代理店再開後に再びランボーを雇用したが、彼は1885年10月にバルデ商事を辞職し（1856年によりエチオピアに併合された）ショア王国の貿易商ピエール・ラバチュと契約を締結し、紅海を渡ってタジュラ（ジブチ）に着くと、ショアのメネリク2世との兵器取引のための隊商を編成した。様々な困難に遭い、タジュラを発ったのは翌86年の10月初めであった。隊商を率いて4か月かけてアビシニアの砂漠地帯を越え、1887年2月6日にショア王国の首都アンコベールに到着した。だが、すでに同年1月6日にメネリク2世はハラールを併合して同地に住んでいたため、アンコベールから120キロ先のエントト山までさらに移動しなければならなかった。商取引は結局、失敗に終わった。ランボーがハラール滞在中に住んでいた家は、現在も記念館として残されており、来館者は年間約26,000人、大半が外国人である。
1887年7月末にアデンに戻り、その後、約5週間、カイロに滞在した。病気がちであったため仕事には就かず、地元紙やフランスの新聞などに旅行記やアビシニアに関する記事を寄稿した。1888年に入ると再び兵器取引を企てたが失敗に終わった。フランス出身の貿易商セザール・ティアンと提携し、以後数年は通常の商取引で生計を立てた。

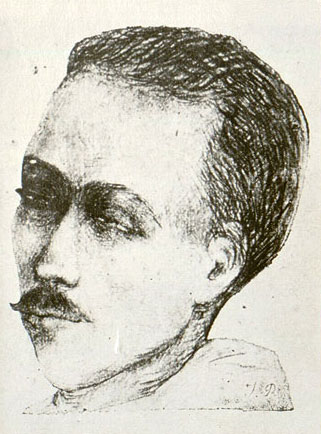
妹イザベルが描いた瀕死のランボー（1891年）

1891年、数か月来、右膝の腫瘍に苦しんだ挙句、4月7日に担架でアラールからゼイラに運ばれ、船でアデンに移された。悪性腫瘍が疑われたために帰国。5月にマルセイユに到着し、20日に同地のコンセプシオン病院に入院。25日に右脚切断の手術が行われた。7月に妹イザベルに付き添われてロッシュに戻った。8月23日に再びアデンに向かうためにイザベルとともにマルセイユ行きの列車に乗ったが、病状が悪化したため、コンセプシオン病院に再入院。半昏睡状態が数週間続き、11月10日、全身転移癌により死去、享年37歳。シャルルヴィルに埋葬された。

## 評価
ランボーは家出を繰り返して家族や大人の権威に反抗した詩人である。「ジャンヌ＝マリの手」などに見られるようにパリ・コミューン、革命を支持して支配的政治権力や、「音楽堂にて」のほか多くの詩に見られるようにブルジョワ道徳や既存の秩序に反抗し、そして韻文詩から散文詩、さらには自由詩へと文学の伝統に反抗し、革命の精神を生きた。
多くの評者がそれぞれの立場から多様な、時として矛盾するランボー論を著している。作家・文学研究者のルネ・エティアンブルは、1952年発表の『ランボー神話』において、すべての知識人がその思想、信条、趣味をランボーに負っていると評した。カトリック詩人のポール・クローデルは、1912年刊行の『ランボー全集』の序文で、詩人ランボーのなかには「天使」が存在し、その作品世界は反逆児から見者、そして「神秘的な柔和さ」への「信仰の道」であるとした。一方、アンドレ・ブルトンは、1924年の「シュルレアリスム宣言」に、ランボーは「生き方においてもその他においてもシュルレアリストである」と書いている。ランボーの言葉「私は一個の他者である」における「他者」とは、ブルトンにとって無意識の自我であり、したがって、ランボーの詩は自動記述の先駆である。ブルトン、スーポー、アラゴンが1919年に創刊したダダイスム、次いでシュルレアリスムの雑誌『リテラチュール (文学)』にも「淫猥詩篇」「ジャンヌ＝マリの手」などランボーの詩が数編掲載された。また、ブルトンが編纂した『黒いユーモア選集』でも紹介されている。
日本においては明治末期の上田敏（『上田敏全訳詩集』）、永井荷風（『珊瑚集 ― 仏蘭西近代抒情詩選』から、昭和初期の小林秀雄、中原中也、戦後の堀口大學、金子光晴と、優れた文学者によって次々と紹介・翻訳された。これらの作家によるランボー詩集は、現在でも改訂版・新装版が出されている。さらに、1960年代から70年代にかけて、思潮社から刊行された一連の粟津則雄訳のほか、人文書院からは鈴木信太郎・佐藤朔監修『ランボー全集』全3巻が出版された。90年代には宇佐美斉訳『アルチュール・ランボー詩集』、清岡卓行訳『新編ランボー詩集』および青土社から平井啓之、湯浅博雄、中地義和共訳『ランボー全詩集』が加わった。
一方、小林秀雄は、詩を放棄したランボー、貿易商としてのランボーが残した書簡は「彼が往来した沙漠のように無味乾燥」であるとして、この時期の書簡を2、3紹介しており、実際「言葉の新たな可能領域への探検に乗り出すことは二度となかった」 としても、ランボーの「アフリカ書簡」から彼の全体像を理解しようとする研究も行われ、日本では鈴村和成の『書簡で読むアフリカのランボー』 の他、1988年にはアラン・ボレルの『アビシニアのランボー』も邦訳されている。

## 作品
制作年順（正確に特定されていないものが多い）
《初期散文習作》
- プロローグ (Prologue)
- シャルル・ドルレアンのルイ一世宛書簡 (Lettre de Charles d’Orléans à Louis XI)
- 僧衣の下の心 (Un cœur sous une soutane)

1869年
- 孤児たちのお年玉 (Les Étrennes des orphelins)

1870年
《前期韻文詩》
- テオドール・ド・バンヴィル宛の手紙に書かれた詩
  - 美しい夏の夜に（後に「感覚」と題する）(Par les beaux soirs d’été…)
  - オフィーリア (Ophélie)
  - 一ナル女ヲ信ズ（後に「太陽と肉体 (Soleil et chair)」と題する）(Credo in unam)
- ジョルジュ・イザンバールに送った詩
  - 海の泡から生まれたヴィーナス (Vénus anadyomène)
  - 三度接吻のある喜劇 (Comédie en trois baisers)
  - ニナを引き止めるもの (Ce qui retient Nina)
  - オフィーリア (Ophélie)
  - 鍛冶屋 (Forgeron)
  - 音楽堂にて (À la Musique)
- ポール・ドメニーに託した《ドゥエ詩帖》
- 第一詩帖
  - ニナの返答 (Les Réparties de Nina)
  - 海の泡から生まれたヴィーナス (Vénus anadyomène)
  - 92年の死者たち (Morts de quatre-vingt-douze)
  - 初めての宵 (Première soirée)
  - 感覚 (Sensation)
  - 首吊りの舞踏会 (Bal des pendus)
  - びっくり仰天している子ら (Les Effarés)
  - ロマン (Roman)
  - 皇帝の怒り (Rages de Césars)
  - 悪 (Le Mal)
  - オフィーリア (Ophélie)
  - タルチュフの懲罰 (Le Châtiment de Tartufe)
  - 音楽堂にて (À la musique)
  - 太陽と肉体 (Soleil et chair)
  - 鍛冶屋 (Le Forgeron)
- 第二詩帖
  - 冬の楽しみ (Rêvé pour l’hiver)
  - わが放浪 (Ma bohème)
  - 戸棚 (Le Buffet)
  - ザールブルックの輝かしい勝利 (L’Éclatante victoire de Sarrebrück)
  - こまっちゃくれた娘 (La Maline)
  - みどり亭で (Au Cabaret-Vert)
  - 谷間に眠る男 (Le Dormeur du val)
- 虱をとる女たち (Les Chercheuses de poux)
- ビルマルクの夢（散文詩）(Le Rêve de Bismarck)

1871年
- おれの心よ、いったいおれたちの・・・(Qu’est-ce pour nous, mon cœur ...)
- ジョルジュ・イザンバール宛の手紙（見者の手紙1）に書かれた詩
  - 拷問にかけられた心（「盗まれた心」）(Le Cœur supplicié)
- ポール・ドメニー宛の手紙に書かれた詩（見者の手紙2）に書かれた詩
  - パリの軍歌 (Chant de guerre parisien)
  - ぼくのかわいい恋人たち (Mes petites amoureuses)
  - うずくまって (Accroupissements)
- ポール・ドメニー宛の手紙に書かれた詩（6月10日付）
  - 七歳の詩人たち (Les Poètes de sept ans
  - 教会の貧者たち (Les Pauvres à l’église)
  - 道化師の心（「盗まれた心」）(Le Cœur du pitre)
- 鐘楼 (Le Clocher)
- 年老いた王党派の愚痴 (La Plainte du vieillard monarchiste)
- 雑貨屋の愚痴 (La Plainte des épiciers)
- テオドール・ド・バンヴィル宛の手紙に書かれた詩
  - 花について詩人に語られたこと (Ce qu’on dit au poète à propos de fleurs)
- 税関吏 (Les Douaniers)
- 盗まれた心 (Le Cœur volé)
- 坐っているやつら (Les Assis)
- 初聖体拝領 (Les Premières Communions)
- パリの乱痴気騒ぎ、あるいはパリは再び大賑わい (L’orgie parisienne ou Paris se repeuple)
- 酔いどれ船 (Le Bateau ivre)

《ヴェルレーヌ詩帖》
- 正義の人 (L’Homme juste)
- 牧神の頭 (Tête de faune)
- ジャンヌ＝マリの手 (Les Mains de Jeanne-Marie)
- 母音 (Voyelles)
- 星は薔薇色に泣いた・・・(L’étoile a pleuré rose au cœur de tes oreilles)
- 夕べの祈り (Oraison du soir)
- 慈悲深い姉妹 (Les Sœurs de charité)

《淫猥詩篇》
- 昔の獣らは疾駆しながらも交尾した・・・(Les anciens animaux saillissaient)
- おれたちの尻は女どもの尻とは違う (Nos fesses ne sont pas les leurs)

《アルバム・ズュティック》
- 偶像、尻の穴のソネット (Sonnet du Trou du Cul) ほか

1872年
《後期韻文詩》
- 恥 (Honte)
- 涙 (Larme)
- カシスの川 (La Rivière de Cassis)
- ミシェルとクリスティーヌ (Michel et Christine)
- 渇きの喜劇 (Comédie de la soif)
- 朝の良き思い (Bonne pensée du matin)
- 忍耐の祭り (Fêtes de la Patience)
  - 五月の旗
  - いちばん高い塔の唄 (Chanson de la plus haute tour)
  - 永遠 (Éternité)
  - 黄金時代 (Âge d’or)
- 若夫婦 (Jeune ménage)
- おお、季節よ、城よ (Ô saisons, ô chateaux)
- 飢餓の祭り (Fêtes de la faim)
- 聞け、牡鹿の切ない鳴き声のように (Entends comme brame)
- 記憶 (Mémoire)
- 彼女はエジプトの舞姫だろうか・・・(Est-elle almée ?...)
- 葉鶏頭の花壇がつづく・・・ (Plates-bandes d’amarantes jusqu’à …)
- 烏 (Les Corbeaux)
- 愛の沙漠 (s:fr:Les Désert de l’Amour/Les Désert de l’amour)
- 福音書による散文 (Proses évangéliques)

1873年
- 『地獄の季節』(Une saison en enfer)
  - かつては、私の記憶に狂いがなければ・・・(« Jadis, si je me souviens bien… »)
  - 悪い血 (Mauvais sang)
  - 地獄の夜 (Nuit de l’enfer)
  - 錯乱 I - 狂気の処女、地獄の夫 (Délires I - Vierge folle. L'époux infernal)
  - 錯乱 II - 言葉の錬金術 (Délires II - Alchimie du verbe)
  - 不可能 (L’Impossible)
  - 閃光 (L’Éclair)
  - 朝 (Matin)
  - 決別 (Adieu)

1872-1875年
- 『イリュミナシオン』
  - 大洪水の後 (Après le Déluge)
  - 子どもの頃 (Enfance)
  - おとぎ話 (Conte)
  - 客寄せ芝居 (Parade)
  - 古代風 (Antique)
  - 美へのうごめき（ビーイング・ビューティアス）(Being Beauteous)
  - おお、灰白色の顔よ (Ô la face cendrée)
  - 生活 (Vies)
  - 出発 (Départ)
  - 王権 (Royauté)
  - ある理性に (À une raison)
  - 陶酔の午後 (Matinée d’ivresse)
  - 断章 (Phrases)
  - 労働者たち (Ouvriers)
  - 橋 (Les Ponts)
  - 都市 (Ville)
  - 轍 (Ornières)
  - 都市（いくつもの都市 !）(Villes « Ce sont des villes ! »)
  - 放浪者たち (Vagabonds)
  - 都市（公共のものである・・・）(Villes « L’acropole officielle »)
  - 眠らない夜 (Veillées)
  - 神秘的 (Mystique)
  - 夜明け (Aube)
  - 花 (Fleurs)
  - 卑俗な夜想曲 (Nocturne vulgaire)
  - 海の光景 (Marine)
  - 冬の祭り (Fête d’hiver)
  - 不安 (Angoisse)
  - 首都の景観 (Métropolitain)
  - 野蛮人 (Barbare)
  - 妖精（フェアリー）(Fairy)
  - 戦争 (Guerre)
  - 売り出し (Solde)
  - 青春 (Jeunesse
  - 岬 (Promontoire)
  - 献身 (Dévotion)
  - 民主主義 (Démocratie)
  - 場面 (Scènes)
  - 歴史的な夕暮れ (Soir historique)
  - ボトム (Bottom)
  - H (H)
  - 運動 (Mouvement)
  - 精霊 (Génie)
  - 夢（エルネスト・ドゥラエイ宛の手紙に記載)

## 日本におけるランボーの受容・研究史

### 邦訳
| 翻訳者・邦題                                                 | 出版社・出版年 |
| ------------------------------------------------------------ | --- |
| 『酔いどれ船』                                               | |
| 小林秀雄訳『酩酊船』                                         | 白水社、1931年 |
| 堀口大學訳『酔ひどれ船』                                     | 日本限定版倶楽部、1934年; 伸展社（特製版）1936年 |
| 新城和一訳『酔ひどれ船』                                     | 白樺書房、1948年 |
| 杉本秀太郎訳『酔いどれ船』                                   | 京都書院、1988年（挿絵：ブルース・ゴフ） |
| 『地獄の季節』                                               | |
| 大島博光訳『地獄の季節』                                     | 春陽堂（春陽堂文庫）、1938年; ゆまに書房、2009年（復刊版） |
| 小林秀雄訳『地獄の季節』                                     | 白水社、1930年；岩波文庫、1938年、改版1957年、1970年（岩波クラシックス）1983年; 三光社、1948年                                                                                   |
| 篠沢秀夫訳『地獄での一季節』                                 | 大修館書店、1989年 |
| 詩集・全集                                                   | |
| 中原中也訳『ランボオ詩集 ― 学校時代の詩』                    | 三笠書房、1933年（青空文庫 / Kindle版） |
| 中原中也訳『ランボオ詩抄』                                   | 山本書店（山本文庫）1936年 |
| 中原中也訳『ランボオ詩集』                                   | 野田書房、1937年（青空文庫） |
| 大島博光訳『ランボオ詩集』（所収作品・書誌情報）             | 蒼樹社、1948年 |
| 小林秀雄訳『ランボオ詩集』（所収作品・書誌情報）             | 創元社（創元選書）1948年、東京創元社（限定版）1959年、（創元選書）1972年、（創元ライブラリ文庫）1998年、全作品2（新潮社）2002年                                                  |
| 村上菊一郎訳『ランボオ詩鈔』                                 | 浮城書房、1948年 |
| 堀口大學訳『ランボオ詩集』（所収作品・書誌情報）             | 新潮文庫（新潮名作詩選）1949年、1951年、（新潮名作詩集）1953年; 彌生書房（世界の詩）、1964年; 白凰社（青春の詩集・外国篇12）1968年、（愛蔵版）1969年、1975年; ほるぷ出版、1982年 |
| 中原中也訳『ランボオ詩集』（所収作品・書誌情報）             | 書肆ユリイカ、1949年 |
| 金子光晴訳『ランボオ詩集』（所収作品・書誌情報）             | 角川文庫、1951年 |
| 粟津則雄訳『ランボオ全作品集』                               | 思潮社、1965年 |
| 粟津則雄訳『ランボオ詩集』（所収作品・書誌情報）             | 思潮社（思潮社古典選書）1966年 |
| 高橋彦明訳『ランボオ詩集』                                   | 三笠書房、1967年 |
| 松崎博臣訳『ランボー新詩集』                                 | 相互日本文芸社、1968年 |
| 金子光晴訳『イリュミナシオン ランボオ詩集』                  | 角川文庫、1969年、改版1999年。土曜社、2020年 |
| 金子光晴、斎藤正二、中村徳泰共訳『ランボー全集』             | 雪華社、1970年、（特装本）1975年、1984年 |
| 粟津則雄訳『地獄の季節 イリュミナシヨン』                    | 思潮社、1973年、新版1984年 |
| 鈴木信太郎・佐藤朔監修『ランボー全集1』                      | 人文書院、1976年（詩集 / 新しい韻文詩と唄 / 雑纂1） |
| 鈴木信太郎・佐藤朔監修『ランボー全集2』                      | 人文書院、1977年（地獄の一季節 / 雑纂2） |
| 鈴木信太郎・佐藤朔監修『ランボー全集3』                      | 人文書院、1978年（イリュミナシヨン） |
| 渋沢孝輔訳「地獄の一季節」、「イリュミナシヨン」、「韻文詩」 | 『世界文学全集 第55巻』（講談社、1981年）所収 |
| 粟津則雄訳『ランボオ全詩』                                   | 思潮社、1988年、改訳新装版1995年 |
| 『中原中也全訳詩集』                                         | 講談社文芸文庫、1990年 |
| 宇佐美斉訳『アルチュール・ランボー詩集』                     | 臨川書店、1992年 |
| 粟津則雄訳『地獄の季節 ランボオ詩集』                        | 集英社文庫、1992年 |
| 清岡卓行訳『新編 ランボー詩集』                              | 河出書房新社、1992年 |
| 鈴村和成訳『新訳 イリュミナシオン』                          | 思潮社、1992年 |
| 斎藤嘉弘訳『地獄の一季節 「ランボー詩集」私訳』              | 近代文藝社、1993年 |
| 『ランボー全詩集』平井啓之、湯浅博雄、中地義和共訳           | 青土社、1994年 |
| 宇佐美斉訳『ランボー全詩集』                                 | ちくま文庫、1996年 |
| 鈴村和成編訳『ランボー詩集』                                 | 思潮社 海外詩文庫（新書判）、1998年 |
| 『ランボー全集』平井啓之、湯浅博雄、中地義和、川那部保明共訳 | 青土社 全1巻、2006年 |
| 鈴木創士訳『ランボー全詩集』                                 | 河出文庫、2010年 |
| 鈴村和成訳『ランボー全集 個人新訳』                          | みすず書房、2011年 |
| 野内良三編訳『ランボーの言葉 地獄を見た男からのメッセージ』  | 中央公論新社、2012年 |
| 中原中也訳『ランボオ詩集』                                   | 岩波文庫、2013年（上記の三笠書房版、野田書房版に、未発表の中也訳稿10篇） |
| 中地義和編訳『対訳 ランボー詩集』                            | 岩波文庫 フランス詩人選、2020年 |
| 書簡、その他                                                 | |
| 祖川孝訳『ランボオの手紙』                                   | 改造社（改造文庫）、1940年。角川文庫、1951年、復刊1989年、改版1992年、のちKindle版                                                                                               |
| 山中散生訳『七歳の詩人たち 詩画集』                          | プレス・ビブリオマーヌ（限定版）1981年 （挿絵：ヴァランチーヌ・ユーゴー、ポール・エリュアール著「讃ヴァランチーヌ・ユーゴー」を含む）                                            |

### 評伝・評論
| 著者・著書 | 出版社・出版年 |
| --- | --- |
| ジャック・リヴィエール著『ランボオ』                                                                                            | 辻野久憲訳、山本書店、1936年; 山本功・橋本一明共訳、人文書院、1954年                                                          |
| 吉本隆明著「ラムボオ若しくはカール・マルクスの方法についての諸註」                                                              | 1949年『詩文化』掲載、『擬制の終焉』（現代思潮社、1962年）所収                                                                |
| 西条八十著『アルチュール・ランボオ研究』                                                                                        | 中央公論社、1967年 |
| イヴ・ボヌフォワ著『ランボー』                                                                                                  | 阿部良雄訳、人文書院（永遠の作家叢書）、1967年、改訂版 1977年                                                                 |
| 寺田透著『ランボー着色版画集私解』                                                                                              | 現代思潮社、1970年 |
| 竹内健著『ランボーの沈黙』 | 紀伊国屋書店、1970年、（精選復刻版）1994年                                                                                    |
| ジャン・マリ・カレ著『地獄の遍歴者 ― アルチュール・ランボーの生涯』                                                             | 江口清訳、立風書房（立風選書）1971年                                                                                          |
| ロラン・ド・ルネヴィル著『見者ランボー』                                                                                        | 有田忠郎訳、国文社、1971年 |
| ピエール・プチフィス、アンリ・マタラッソー共著『ランボーの生涯』                                                                | 粟津則雄訳、筑摩書房、1972年                                                                                                  |
| アンリ・パイユー著『ランボーと実存主義』                                                                                        | 嶋岡晨訳、国文社、1973年 |
| 粟津則雄編『ランボオの世界』 | 青土社、1974年 |
| 粟津則雄著『少年ランボオ』 | 思潮社、1977年 |
| 『文芸読本ランボー』 | 河出書房新社、1977年、新装版1983年                                                                                            |
| ピエール・ガスカール著『ランボオとパリ・コミューン』                                                                            | 新納みつる訳、人文書院、1977年                                                                                                |
| 篠原義近著『ランボー「酔いどれ船」捜索』                                                                                        | 国文社、1978年 |
| 野内良三著『ランボー手帖』 | 蝸牛社、1978年 |
| 野内良三著『ランボー考 ― ヴォワイヤンの世界』                                                                                   | 審美社、1978年 |
| 粟津則雄著『ランボオの生成』 | 思潮社、1979年 |
| 志村信英著『ランボーと暁 ― イリュミナシオンをめぐって』                                                                         | 東海大学出版会、1979年 |
| M・A・リュフ著『アルチュール・ランボー ― 生涯と作品』                                                                           | 村山知恵訳、人文書院、1980年                                                                                                  |
| 篠原義近著『ランボー『地獄の季節』探照』                                                                                        | 国文社、1981年 |
| ジョルジュ・プーレ著『炸裂する詩 ― あるいはボードレール/ランボー』                                                              | 池田正年、川那部保明訳、朝日出版社（エピステーメー叢書）1981年                                                                |
| クロード＝エドモンド・マニー著『アルチュール・ランボー』                                                                        | 有田忠郎訳、白水社、1982年 |
| 篠原義近著『ランボー『イリュミナション』幻視』                                                                                  | 国文社、1985年 |
| 橋本一明著『アルチュール・ランボー ― 生涯と作品』                                                                               | 小沢書店、1985年 |
| ピエール・プチフィス著『アルチュール・ランボー』                                                                                | 中安ちか子、湯浅博雄共訳、筑摩書房、1987年                                                                                    |
| 大島博光著『ランボオ』 | 新日本出版社（新日本新書）、1987年                                                                                            |
| ステファヌ・マラルメ著「アルチュール・ランボー」                                                                                | 渋沢孝輔訳、『マラルメ全集II ― ディヴァガシオン他』（渡邊守章、清水徹、阿部良雄、菅野昭正、松室三郎編、筑摩書房、1989年）所収 |
| エルネスト・ドラエー、ジョルジュ・イザンバール、マチルド・モーテ、イザベル・ランボー共著『素顔のランボー ― 同時代の回想と証言』 | 宇佐美斉編訳、筑摩書房（筑摩叢書）1991年                                                                                      |
| 篠沢秀夫著『ランボーによるエチュード』                                                                                          | 朝日出版社、1991年 |
| 『ユリイカ 特集ランボー没後百年記念』                                                                                           | 1991年7月号、青土社 |
| 『ランボー101年（現代詩手帖特集版）』                                                                                           | 思潮社、1992年 |
| 井上究一郎著『アルチュール・ランボーの「美しき存在」』                                                                          | 筑摩書房、1992年 |
| 中地義和著『ランボー ― 精霊と道化のあいだ』                                                                                     | 青土社、1996年 |
| ジャン=リュック・ステンメッツ著『アルチュール・ランボー伝 ― 不在と現前のはざまで』                                              | 加藤京二郎、齋藤豊、富田正二、三上典生共訳、水声社、1999年                                                                    |
| 湯浅博雄著『ランボー論 ― 〈新しい韻文詩〉から〈地獄の一季節〉へ』                                                               | 思潮社、1999年 |
| マリー＝ジョゼフィーヌ・ウィタケル著『ランボー』                                                                                | 加藤京二郎訳、駿河台出版社、2000年                                                                                            |
| 『小林秀雄全集（第一巻）様々なる意匠・ランボオ』                                                                                | 新潮社、2002年 |
| 三島由紀夫著「もつとも純粋な「魂」ランボオ」                                                                                    | 『三島由紀夫全集 34』新潮社、2003年                                                                                           |
| クロード・ジャンコラ著『ヴィタリー・ランボー ― 息子アルチュールへの愛』                                                         | 加藤京二郎、富田正二、齋藤豊、三上典生共訳、水声社、2005年                                                                    |
| 中地義和著『ランボー ― 自画像の詩学』                                                                                           | 岩波書店（岩波セミナーブックス）2005年                                                                                        |
| チャールズ・ヘンリー・L・ボーデナム著『ランボーと父フレデリック ― 謎をとく鍵』                                                  | 加藤京二郎、富田正二、齋藤豊、三上典生共訳、水声社、2006年                                                                    |
| 鈴村和成著『ランボーとアフリカの8枚の写真』                                                                                     | 河出書房新社、2008年 |
| 『ランボー家の方へ』（家族の書簡）                                                                                              | 加藤京二郎、富田正二、齋藤豊、三上典生共訳、水声社、2008年                                                                    |
| ジル・ドゥルーズ著「カント哲学を要約してくれる四つの詩的表現について」                                                          | 『批評と臨床』守中高明、谷昌親共訳、河出書房新社（河出文庫）2010年                                                            |
| ヴィクトル・セガレン『セガレン著作集 3 (二重のランボー / オルフェウス王)』                                                      | 木下誠訳、水声社、2010年 |
| 鈴村和成著『ランボー、砂漠を行く ― アフリカ書簡の謎』                                                                           | 岩波書店（岩波人文書セレクション）2012年                                                                                      |
| 鈴村和成著『書簡で読むアフリカのランボー』                                                                                      | 未來社、2013年 |
| 奥本大三郎著『ランボーはなぜ詩を棄てたのか』                                                                                    | 集英社インターナショナル、2021年                                                                                              |

### 比較研究
| 著者・著書                                                                                      | 出版社・出版年                                               |
| ----------------------------------------------------------------------------------------------- | ------------------------------------------------------------ |
| 渋沢孝輔著『詩の根源を求めて ― ボードレール・ランボー・朔太郎その他』                           | 思潮社（現代の批評叢書）1970年                               |
| 湯浅博雄著『未知なるもの＝他なるもの ― ランボー・バタイユ・小林秀雄をめぐって』                 | 哲学書房、1988年                                             |
| 平井啓之著『テキストと実存 ― ランボー マラルメ サルトル 中原と小林』                            | 講談社（講談社学術文庫）1992年                               |
| 出口裕弘著『帝政パリと詩人たち ― ボードレール・ロートレアモン・ランボー』                       | 河出書房新社、1999年                                         |
| 高岡厚子著『ポーからジュール・ヴェルヌ、ランボーへ ― 冒険物語の系譜をたどる』                   | 多賀出版、2007年                                             |
| 宇佐美斉著『中原中也とランボー』                                                                | 筑摩書房、2011年                                             |
| ルネ・ギトン、ベルナール・ブースマン共著『ランボーとヴェルレーヌ ― ブリュッセル事件をめぐって』 | （ベルギー王立図書館協力）中安ちか子訳、青山社（京都）2013年 |
| 水野尚著『言葉の錬金術 ― ヴィヨン、ランボー、ネルヴァルと近代日本文学』                         | 笠間書院、2015年                                             |
| ジョルジュ・セバッグ著『崇高点 ― ブルトン、ランボー、カプラン』                                 | 鈴木雅雄訳、水声社、2016年                                   |

### 随筆・紀行等
| 著者・著書                                                         | 出版社・出版年                   |
| ------------------------------------------------------------------ | -------------------------------- |
| 飯島耕一著『ランボー以後』                                         | 小沢書店、1975年                 |
| チャールズ・チャドウィック著『ランボー』                           | 野内良三訳、審美社、1977年       |
| 村上菊一郎著『ランボーの故郷 ― 随筆集』                            | 小沢書店、1980年                 |
| 新城善雄著『ランボー母音文学機械』                                 | 創樹社、1982年                   |
| アラン・ボレル著『アビシニアのランボー』                           | 川那部保明訳、東京創元社、1988年 |
| 大島洋著『ハラルの幻 ― ランボーを追ってアデンまで』                | 洋泉社、1992年                   |
| 新城善雄著『ランボー宇宙音楽、沈黙 ―〈イリュミナシヨン〉と〈夢〉』 | 創樹社、1992年                   |
| 新城善雄著『ランボー不可能 ― 神だけの快楽』                        | 創樹社、1994年                   |
| 鈴木輝明著『ランボー ―「イリュミナシオン」の光景』                 | 文芸社、2000年                   |
| 井本元義著『ロシュ村幻影 ― 仮説アルチュール・ランボー』            | 花書院、2011年                   |
| 尾崎寿一郎著『「イリュミナシオン」解読』                           | コールサック社、2015年           |
| 尾崎寿一郎著『ランボーをめぐる諸説』                               | コールサック社、2016年           |
| 井本元義著『太陽を灼いた青年 ― アルチュール・ランボーと旅して』    | 書肆侃侃房、2019年               |
| 素九鬼子著『砂漠 ― アルチュール・ランボーへの旅』                  | 幻冬舎、2019年                   |

## ランボーに関する作品
| 映画・音楽・絵画等 |
| --- |
| 映画 |
| ネロ・リージ監督『ランボー ― 地獄の季節』 |
| アニエスカ・ホランド監督『太陽と月に背いて』 |
| ジャン＝リュック・ゴダール監督『気狂いピエロ』 |
| マルク・リヴィエール監督『アルチュール・ランボー ― 風の靴を履いた男』（ヴェルレーヌがランボーを「風の靴を履いた男」と称したことに因む）                          |
| 音楽 |
| ベンジャミン・ブリテン「イリュミナシオン」（歌曲） |
| アルテュール・オネゲル、交響詩『夏の牧歌』 |
| レオ・フェレのアルバム『ヴェルレーヌとランボー』ほか多数 |
| 絵画 |
| フェリックス・ヴァロットン《アルチュール・ランボーの肖像》（レミ・ド・グールモン『仮面の書』掲載）                                                               |
| パブロ・ピカソ作《アルチュール・ランボーの肖像》（石版画） |
| エティエンヌ・カルジャによるアルチュール・ランボーの肖像写真（本項掲載）                                                                                         |
| アンリ・ファンタン＝ラトゥール作《テーブルの片隅》（本項掲載）                                                                                                   |
| フェリックス・レガメが残したロンドンを放浪するヴェルレーヌとランボーの素描（本項掲載）                                                                           |
| フェルナン・レジェ作《アルチュール・ランボーの肖像》（大島博光著『ランボオ』の表紙にも使用）- レジェはこの他にもゴール版『イリュミナシオン』の挿絵も描いている。 |
| ヴァランチーヌ・ユゴー作《アルチュール・ランボーの肖像》- 山中散生訳『七歳の詩人たち ― 詩画集』には他の複数のユゴー作品が掲載されている。                        |
| レジナルド・グレイ作《肖像》（2011年） |

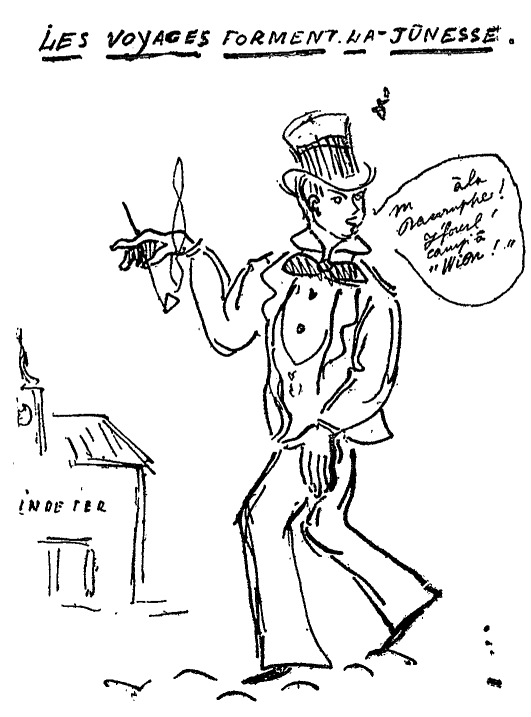
ヴェルレーヌによる素描 (1897年雑誌掲載)
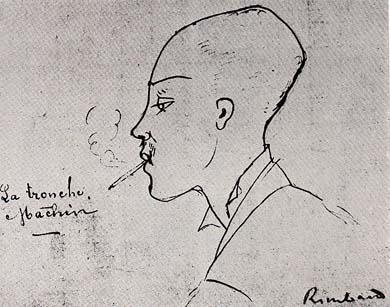
エルネスト・ドラエーによる素描 (1875年)
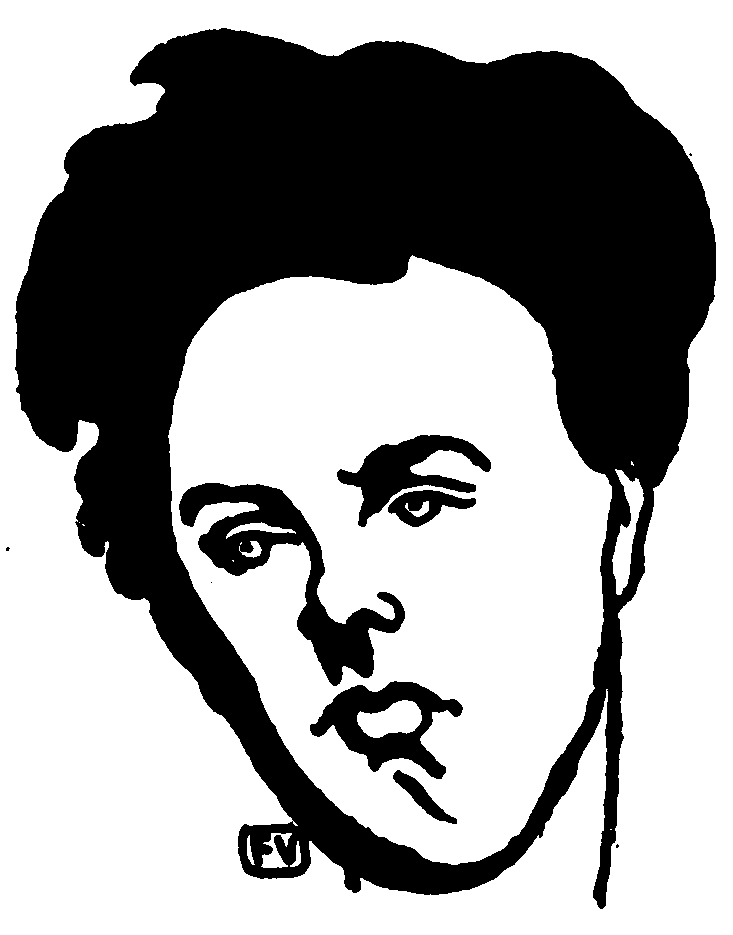
ヴァロットン作《ランボーの肖像》(1898年頃)
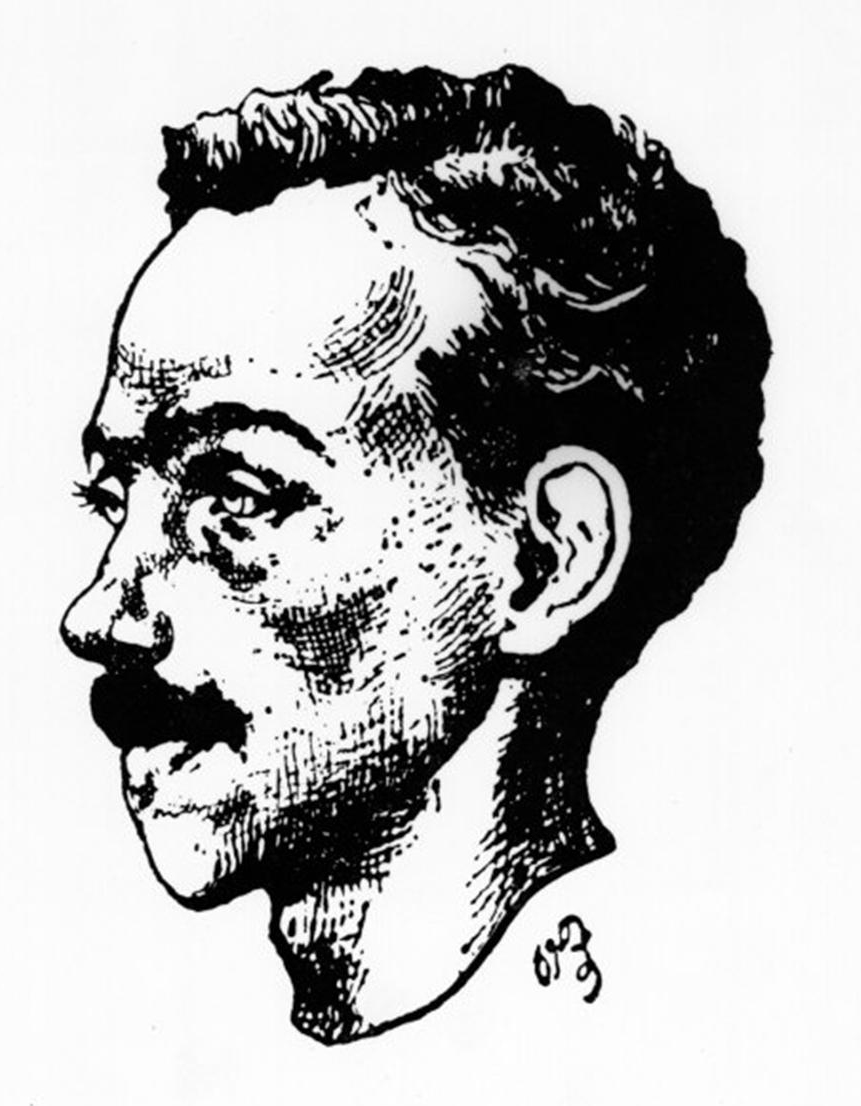
妹イザベルの夫・画家パテルヌ・ベリション（フランス語版）による30歳頃の肖像
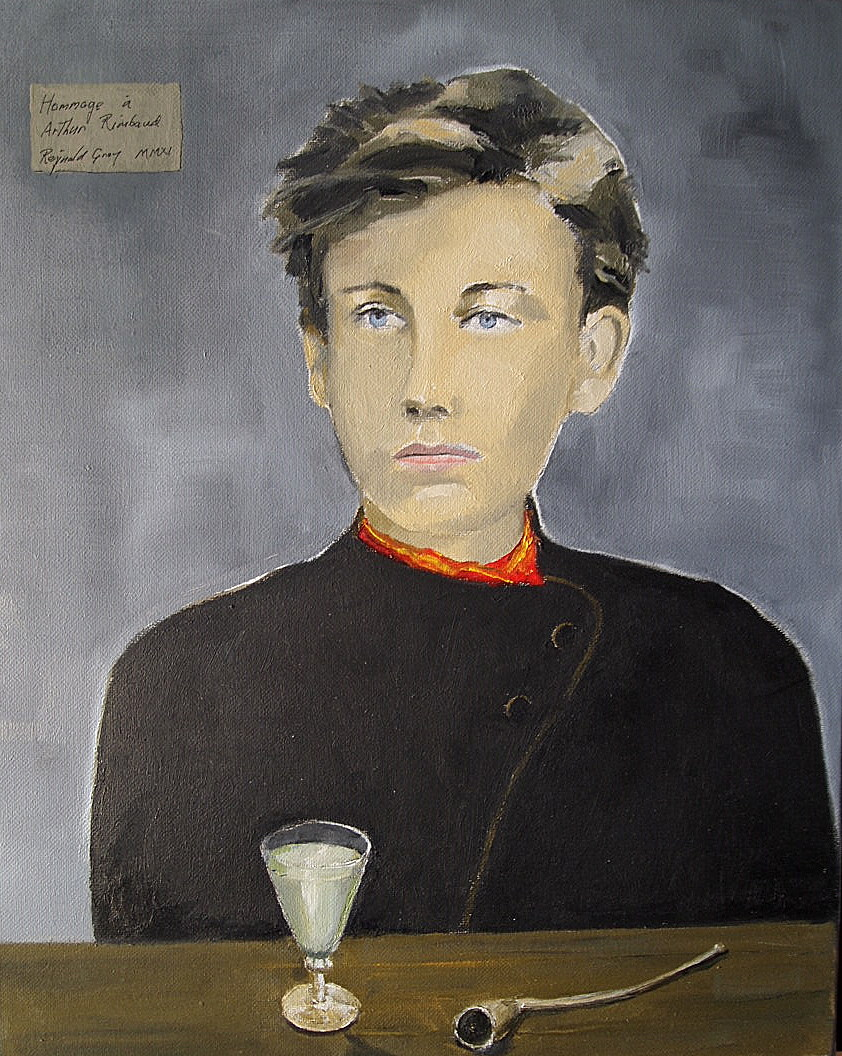
レジナルド・グレイ作《肖像》(2011年制作)
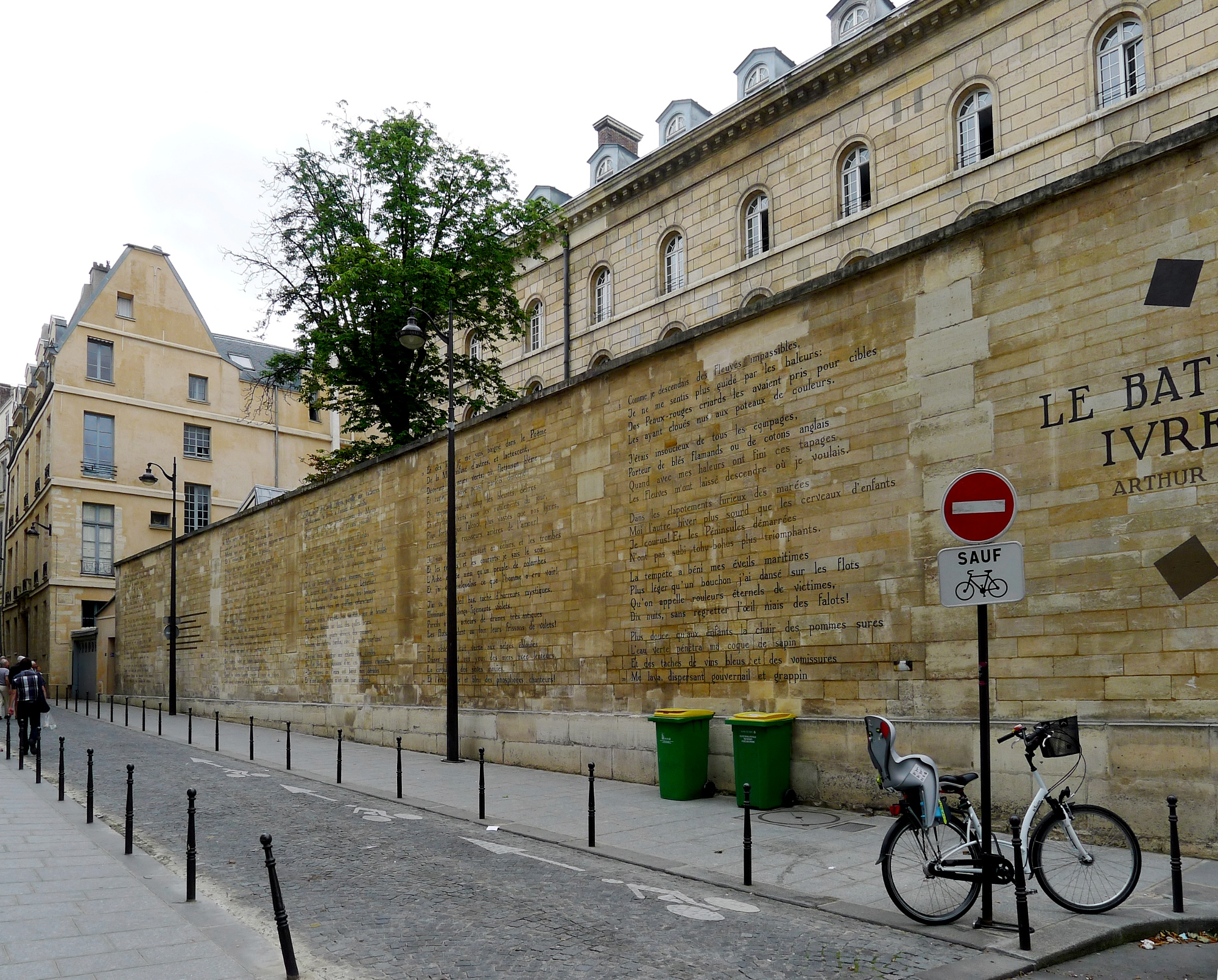
「酔いどれ船」が書かれた塀（サン＝シュルピス教会とリュクサンブール公園をつなぐフェルー通り（フランス語版））
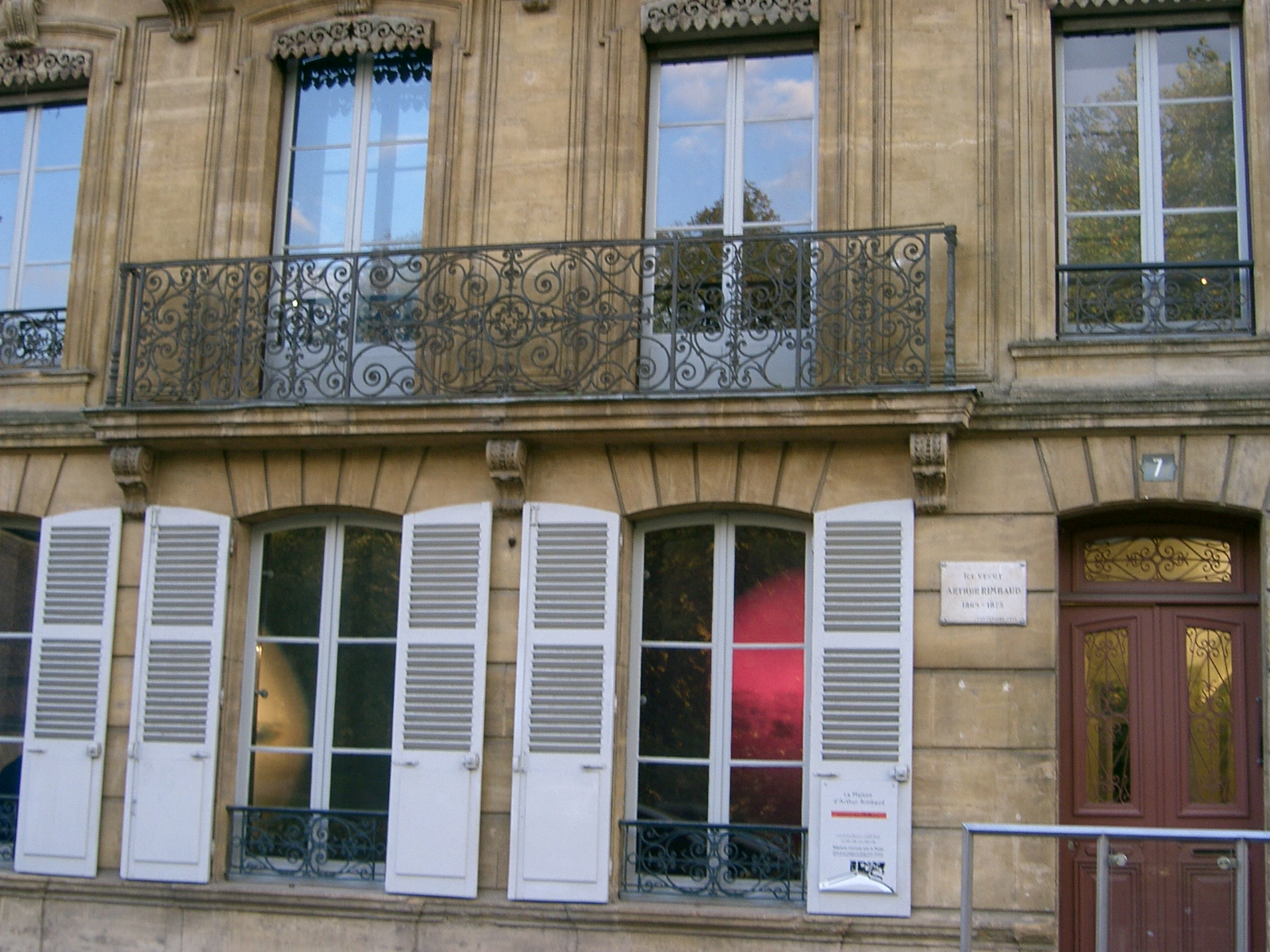
ランボー一家が住んでいた建物（シャルルヴィル）
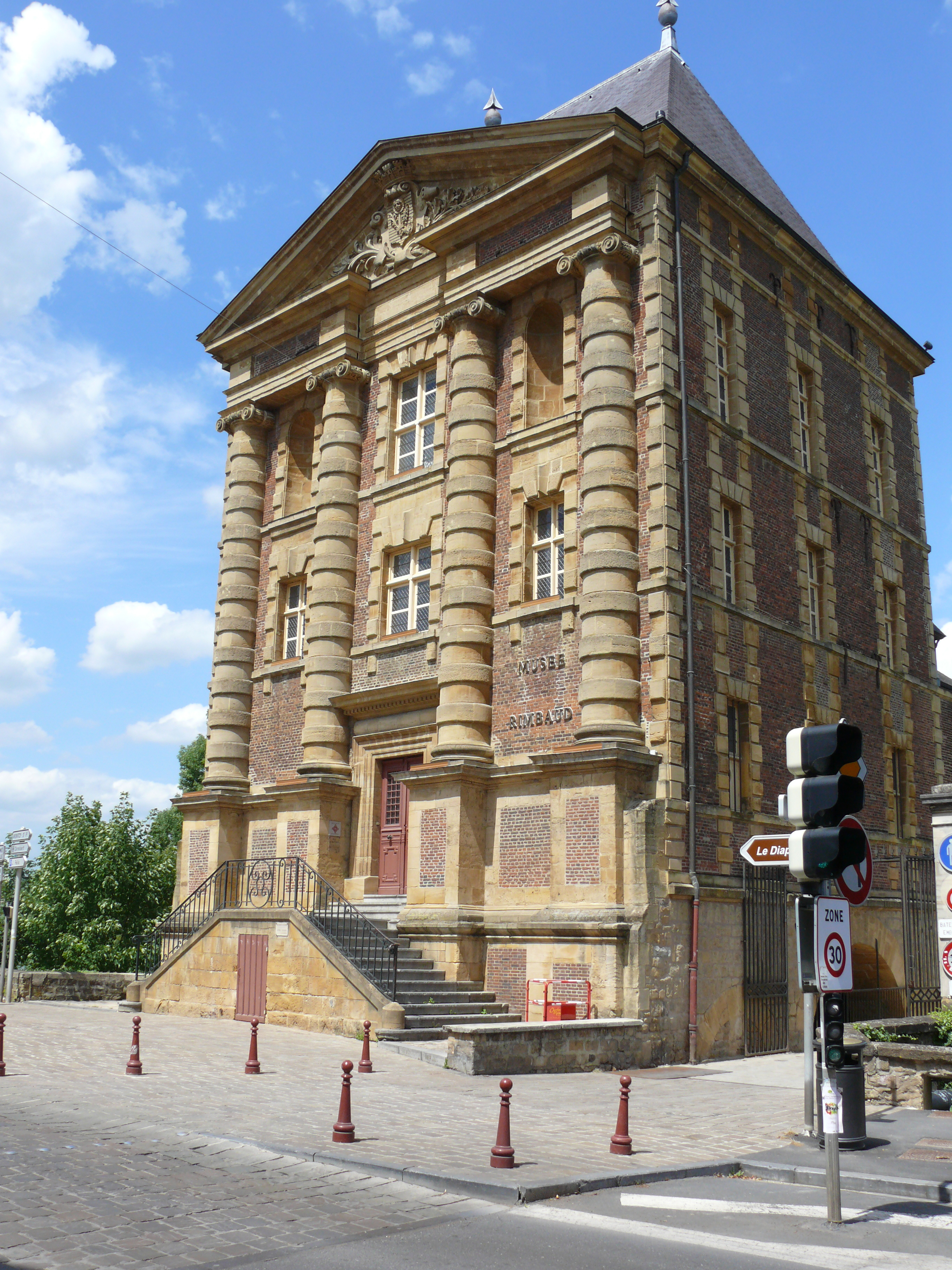
シャルルヴィルのランボー博物館
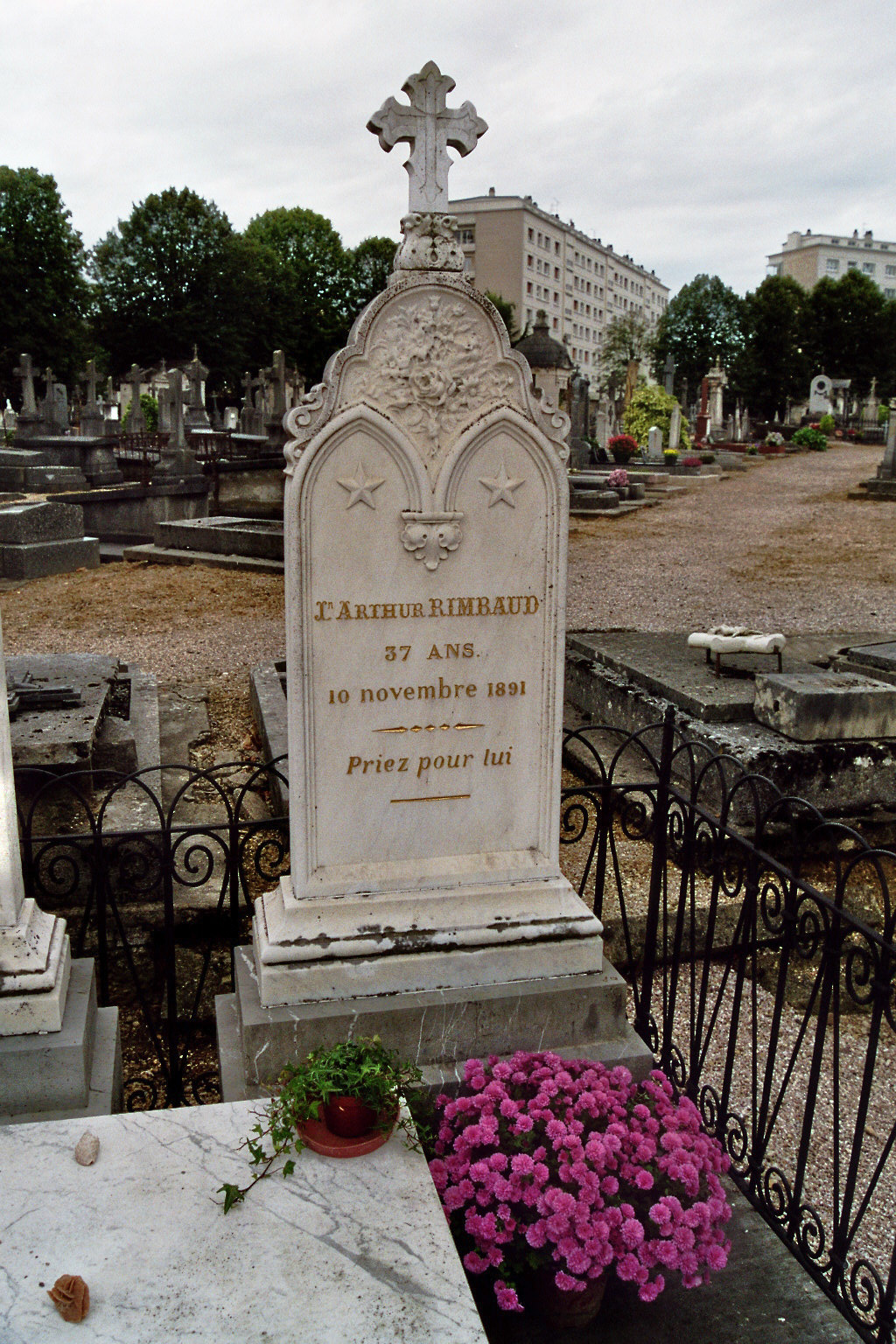
シャルルヴィルのランボーの墓
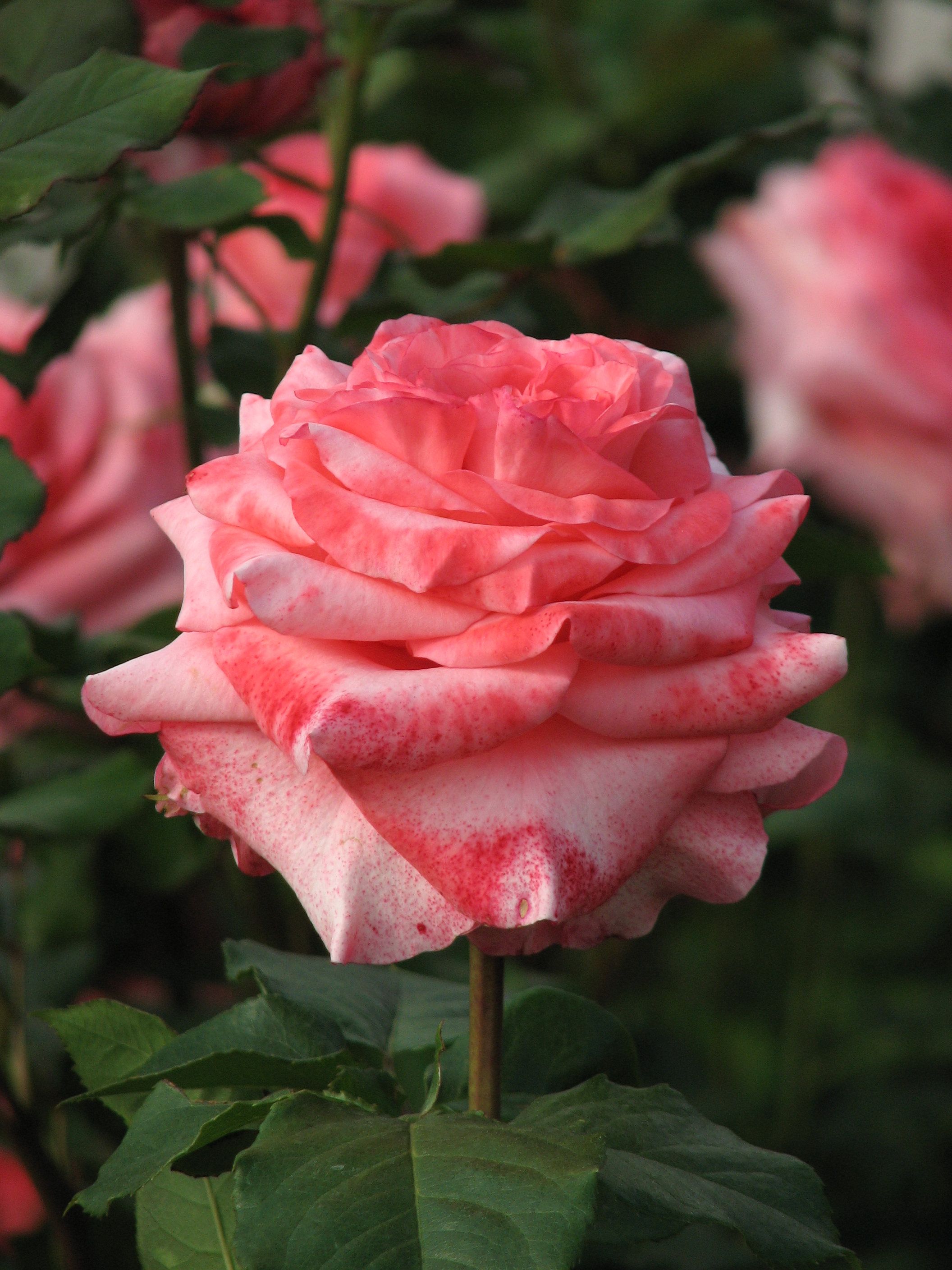
メイアン社作出のバラ「アルチュール・ランボー」

## 参考資料
- Rimbaud Arthur、小林秀雄『地獄の季節』岩波書店〈岩波クラシックス〉、1983年。doi:10.11501/12578685。全国書誌番号:83029448。
- Rimbaud Arthur、宇佐美斉『ランボー全詩集』筑摩書房〈ちくま文庫〉、1996年。ISBN 9784480031648。 NCID BN14144864。全国書誌番号:96058107。
- 大島博光訳『ランボオ詩集』蒼樹社、1948年。
- 大島博光著『ランボオ』新日本出版社（新日本新書）1987年。
- 祖川 孝訳『ランボオの手紙』角川書店、1951年。
- 奥本大三郎「Lettre du Voyant研究序説」『横浜国立大学人文紀要. 第二類語学・文学』第20巻、横浜国立大学、1973年10月、81-104頁、ISSN 0513-563X、CRID 1050001202679446400。

筑摩世界文學体系48 マラルメ　ヴェルレーヌ　ランボオ